# Touch! Generations

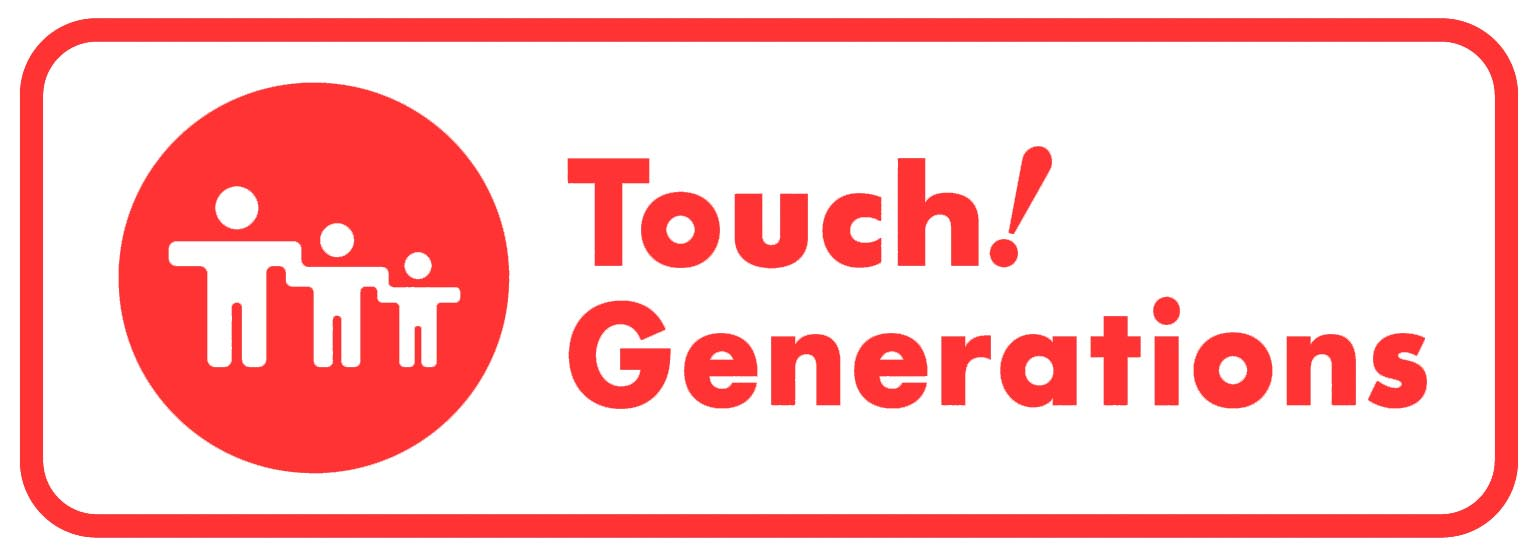
Uno de los logos de Touch! Generations

Touch! Generations (Generación Táctil traducido al español) es una línea comercial de videojuegos para Nintendo DS y Wii en los cuales es posible jugar tocando la pantalla directamente en el caso de la consola portátil o mediante el uso del mando de Wii en la consola de sobremesa.
La línea Touch! Generations ofrece juegos destinados a personas de cualquier género y cualquier edad, ya sean veteranos o noveles en el mundo de los videojuegos, pretendiendo así la expansión de la compañía Nintendo en el mercado atrayendo a personas que nunca antes habían jugado con videojuegos.
El hecho de poder jugar tocando la pantalla, técnica que ya se venía usando en aplicaciones informáticas dentro del ámbito docente, empresarial o de entretenimiento, simplifica y cambia la forma de jugar tradicional ya que no requiere tanta coordinación de movimientos y permite interactuar con más elementos del juego más rápidamente que con los controles de dirección y botones de los mandos tradicionales.

## Juegos Touch! Generations
La línea de juegos de Touch! Generations está presente tanto en Nintendo DS como en Wii, habiendo diversos títulos de esta serie de videojuegos en cada una de las distintas consolas:

### En Nintendo DS
- 100 Classic Book Collection (Solo en inglés)
- 42 Juegos de Siempre
- Actionloop
- Brain Training del Dr. Kawashima
- Big Brain Academy
- Cocina conmigo: ¿Qué preparamos hoy?
- ¡Camina Conmigo!: Conoce el ritmo de vida de tu familia
- Electroplankton
- Elite Beat Agents
- English Training: Disfruta y Mejora tu Inglés
- Hotel Dusk: Room 215
- Magia En Acción
- Más Brain Training
- Maths Training del Profesor Kageyama
- Mystery Case Files: MillionHeir
- Nintendogs Chihuahua
- Nintendogs Dálmata
- Nintendogs Labrador
- Nintendogs Teckel
- Practise English: Inglés para el día a día
- Picross DS
- Puzzle League DS
- Rhythm Paradise
- Sudoku Master
- Tetris DS
- Training for your Eyes

### En Wii
- Another Code: R
- Big Brain Academy para Wii
- Endless Ocean
- Wii Ajedrez
- Wii Fit
- Wii Fit Plus
- Wii Music
- Wii Play
- Wii Sports
- Wii Sports Resort